# Патологическое накопительство
Патологи́ческое накопи́тельство (также силлогомания, хоардинг, синдром Плюшкина, диспозофобия и др.) — вид навязчивого поведения, заключающийся в собирании и хранении неиспользуемых вещей, чаще всего предметов домашнего обихода, из-за чего помещения постепенно теряют пригодность для жизни.
Например, проживающие не могут свободно перемещаться по жилищу, комфортно принимать пищу (из-за обилия вещей на столе и кухне принимать пищу приходится держа тарелку на коленях, пользование кухонной техникой и раковиной затруднено), справлять естественные надобности (из-за чрезмерного загромождения уборной невозможно закрыть дверь), отдыхать (кровать и прилегающее пространство заставлено, на стенах развешаны пакеты с вещами), воспитывать детей (свободные на момент рождения детей комнаты оказываются завалены вещами, дети находятся вместе с родителями, где у них нет места для игр и развития, негде даже ползать по полу).
Подверженные данному расстройству люди рационализируют своё поведение и считают его нормальным даже при крайней степени выраженности.
Во многих случаях склонность к патологическому накопительству появляется в связи с серьёзными жизненными потрясениями, такими как развод, тяжёлая болезнь или смерть близкого человека, что стимулирует первоначально хранить вещи близкого человека, но постепенно навязчивое накопительство начинает охватывать и остальные предметы и принимает угрожающий характер. Человек, одержимый патологическим накопительством, крайне трепетно относится к своим вещам, душевные муки он испытывает, даже если его вынуждают выбросить сущую мелочь — газету или полиэтиленовый пакет.

## Хранение своих старых вещей
Перед тем как выбросить старую вещь, человеку свойственно задумываться: «Может ли эта вещь или её часть ещё пригодиться?» Также свойственно хранить неиспользуемые, но «дорогие, как память» вещи. В сельской местности этому способствовало наличие доступных мест хранения (сараи, чердаки, дворы и т. п.).

### Признаки патологии в хранении старых вещей
Признаки:
- сохранение большинства старых вещей, всех или почти всех, даже тех, которые маловероятно как-либо использовать в будущем;
- сваливание старых вещей в кучу, без разбора и сортировки (неизвестно, что и где лежит);
- неиспользование старых вещей для ремонта или конструирования.

Национальной исследовательской комиссией США по хроническим расстройствам (NSGCD) разработана шкала от 1 до 5, характеризующая уровень патологического накопительства.
Первый уровень характеризуется свободным доступом к дверям и лестницам, беспорядок не чрезмерный, безопасные условия проживания.
Пятый уровень характеризуется явными повреждениями дома, разрушением стен; отсутствием электроэнергии, водоснабжения или канализации; кухня и ванная комната непригодны к использованию из-за загромождения; субъект предпочитает спать вне дома (в машине, во дворе дома и т. п.) из-за малопригодности дома для обитания.

## Собирание выброшенных вещей
Признаки патологии в собирании старых вещей — те же, что и при хранении: бессистемное сваливание в общую кучу и неиспользование.
Крайний случай, к которому обычно и применяется термин, — захламление всего жилища самыми разнообразными вещами, по сути — мусором. Если человек на работе, то все доступные ему площади он может пытаться использовать для хранения старых вещей, но обычно встречает сопротивление коллег и начальства.

## Особенности и сравнение с шопоголизмом
Суть накопительства — трудность расставания с вещами, человеку крайне тяжело не только выбросить, но даже отдать вещь просящему её другому человеку. Ценность вещи при этом осознаётся как возможное её положительное применение. Реже вещь может иметь эстетическую или историческую для индивида ценность. Расставание с вещью воспринимается как утрата.
Второй момент — часть вещей «для коллекции» при накопительстве достаётся бесплатно или покупается за символическую цену. Психологически это ощущается как чистая выгода — обретение пусть малоценного, но — предмета — при отсутствии существенных затрат. Затраты на хранение при этом не учитываются.
При прогрессировании расстройства, как и во всех маниях, в поведении может начать преобладать компульсия (привычка, неудержимые порывы).
Как крайняя степень экономии, доведённая до абсурда, патологическое накопительство полярно противоположно шопоголизму в вопросе траты и ценности денег, однако стимул у них по сути одинаков — вещи.

## Другие названия явления
В церковнославянском языке страсть к собиранию вещей называется мшелоимство и по православным традициям считается грехом. Иногда это шутливо называют «синдромом Плюшкина». Другое название — силлогомания. Также часто используется как синоним диспозофобии — боязни выбрасывать вещи.

## Патологическое накопительство животных
Особой разновидностью патологического накопительства является патологическое накопительство животных, когда люди в большом количестве заводят домашних животных, что нередко сильно ухудшает бытовые условия, а также приводит к постоянным конфликтам с соседями. Эта область в последнее время подвергается законодательному регулированию в связи с санитарной опасностью для окружающих.

## Лечение
Зачастую люди, страдающие патологическим накопительством, не считают накопительство проблемой. Согласно одному исследованию, лишь 42 % людей с патологическим накопительством считают, что их поведение проблематично, в то время как 63 % их родственников и друзей считают данное поведение проблематичным. Низкая самокритичность подверженных данному расстройству людей приводит к плохим результатам лечения. Большинство исследований показали, что лишь четверть пациентов демонстрируют удовлетворительные результаты вследствие принятия медикаментов и терапевтического вмешательства.

### Медикаментозное лечение
Несмотря на то, что ни одно лекарство не было лицензировано агентством Министерства здравоохранения и социальных служб США для лечения патологического накопительства, в малом ряде низкокачественных клинических работ определённый успех имело использование ингибиторов обратного захвата моноаминов (венлафаксин, атомоксетин, пароксетин). В случае если пациент, помимо патологического собирательства, также страдает сильно выраженным обсессивно-компульсивным расстройством (ОКР), рекомендуются такие серотонинергические антидепрессанты, как cелективные ингибиторы обратного захвата серотонина (СИОЗС) или трициклический антидепрессант кломипрамин. Однако в данном случае наличие патологического накопительства предполагает относительно плохую реакцию пациента на лечение. Анализ пациентов показал, что лечение, совмещающее фармакотерапию и психотерапию, эффективнее, чем одна из этих терапий по отдельности.

### Психотерапия
Для лечения патологического собирательства зачастую применяется когнитивно-поведенческая терапия (КПТ). В ходе данного лечения терапевт способен помочь пациенту:
- понять, почему он или она нуждается в накопительстве;
- научиться организовывать вещи таким образом, чтобы понять, от чего можно избавиться;
- выработать навыки, помогающие принимать трудные решения;
- научиться прибирать свой дом во время визита терапевта или компании по уборке помещений;
- изучить навыки для расслабления и использовать их;
- посещать семейные и/или групповые терапии;
- открыться к идее госпитализации в психиатрическую больницу в случае, если накопительство серьёзно влияет на жизнь пациента;
- периодически проводить сессии и консультации для поддержания здорового образа жизни.

Лечение в основном подразумевает метод экспозиции — одну из форм поведенческой психотерапии — с превентированием каких-либо компульсий, для ситуаций, вызывающих тревожность, и компульсивную реструктуризацию — для работы со взглядами, которые пациент имеет по отношению к накопительству. Исследования также показали, что некоторые протоколы КПТ более эффективны в лечении, чем другие. Программы, сосредотачивающиеся на таких аспектах, как мотивация больного, организация вещей, приобретение нового хлама и избавление от текущего беспорядка, показали неплохие результаты. В основном такое лечение сочетает работу в доме пациента с терапевтом и выполнение «домашнего задания» между посещениями, которое улучшает исход терапии. Исследование лечения расстройства с помощью онлайн-источников о КПТ (где у всех участников есть доступ к образовательным ресурсам, когнитивным стратегиям и групповым чатам) показало перспективные результаты как в краткосрочном, так и в долгосрочном выздоровлениях.
Другие терапевтические подходы также показали свою эффективность:
1. Мотивационное интервьюирование, используемое чаще всего во время лечения зависимости. Особенно полезно в тех случаях, когда пациент не считает своё накопительство проблемой и амбивалентен к изменениям.[11][12]
2. Снижение вреда в большей степени, чем снижение симптомов, также заимствовано у терапии для лечения зависимостей. Цель — свести к минимуму последствия поведения пациента, не заостряя внимания на самом поведении.[12]
3. Групповые сеансы терапии уменьшают уровни социальной изоляции и тревожности, а также выгоднее, чем терапия один-на-один.[13] Групповые сеансы КПТ имеют результаты, схожие с результатами индивидуальной терапии.[14] Несмотря на то что групповая терапия не предполагает домашние сеансы, экспериментальные исследования показали, что при включении домашних сеансов результаты терапии могут улучшиться. Индивидуумы в ходе эксперимента избавлялись от большего количества вещей, если находились в захламлённом помещении, а не в опрятном.[15] Из мета-анализа следует, что увеличение домашних сеансов увеличивает успех работы КПТ.[16]

Личностей с патологическим накопительством часто описывают как немотивированных людей с низким уровнем комплаентности, а также как неуверенных людей и прокрастинаторов, что ведёт к тому, что пациенты часто бросают лечение на ранних стадиях или слабо отвечают на лечение. Таким образом, рекомендуется обращать внимание на когнитивные нарушения пациента с патологическим накопительством, чтобы разработать терапевтический подход, особенно фармакологотерапевтической, который будет решать их.
Специалисты в сфере психического здоровья часто высказывают своё разочарование насчёт пациентов с патологическим накопительством, в основном из-за раннего прекращения лечения или нежелания получать само лечение. Пациентов часто описывают как людей нерешительных, прокрастинаторов, упорных и с низкой (или никакой) мотивацией, что объясняет, почему множество попыток вмешательства заканчивается без результата. Чтобы преодолеть эту проблему, специалистам рекомендуют сочетать индивидуальные терапии с визитами домой, чтобы специалист мог:
1. в большей степени осознать уровень и особенности накопительства пациента;
2. разработать план лечения, учитывающий все нюансы конкретного пациента;
3. помочь больному спокойно принимать посетителей.[19]

Также в некоторых случаях пациенту может способствовать подмога в виде специальных компаний по уборке помещений.

## В кино и телевидении
- Освещению случаев патологического накопительства и частично борьбе с ним посвящены документальные сериалы «Синдром Плюшкина»[англ.] и «В плену ненужных вещей: Погребённые заживо»[англ.].
- Синдром накопительства пародируется в американском мультсериале «Южный парк», серия 1410 (№ 205) — «Новчало» («Insheeption»), и в мультсериале «Губка Боб Квадратные Штаны», сезон 8, серия 155 — «Сентиментальная Губка» («Sentimental Sponge»), в которой Губка Боб начинает из сентиментальных побуждений копить мусор и хлам и заваливает им весь свой дом.
- Синдром накопительства или «барахольщика» диагностируется у пациентки в сериале «Доктор Хаус» (сезон 7, серия 18).
- В сериале «Кости» («Bones») главные герои расследуют гибель силлогомана (сезон 5, эпизод 22).
- В сериале «Теория Большого взрыва» выясняется, что главный герой доктор Шелдон Ли Купер страдает синдромом патологического накопительства (сезон 9, эпизод 19).
- В мультсериале «Симпсоны» Мардж забирает себе хлам кошатницы и сама становится барахольщицей (22 сезон, 16 серия).
- В одном из эпизодов сериала «Две девицы на мели» Макс и Кэролайн берутся за разборку квартиры барахольщика (1 сезон, 8 серия).
- В одном из эпизодов сериала «Воспитывая Хоуп» Джимми заставляет Вирджинию избавиться от вещей, которыми она забила весь гараж (1 сезон, 3 серия).